# Недюха Микола Петрович
Микола Петрович Недюха (нар. 10 січня 1953, село Козилівка Корюківського району Чернігівської області) — український учений у галузі політичної та правової філософії. Завідувач сектору методології Інституту законодавства Верховної Ради України (з 2004 р.), провідний науковий співробітник Науково-дослідного інституту українознавства МОН України (2004—2012). Доктор філософських наук (1996), доктор юридичних наук (2018), професор (з 2002 р.). Заслужений діяч науки і техніки України (з 2009 р.). Дійсний член Академії наук вищої школи України (з 2006 р.), Української академії політичних наук (з 2007 р.), Академії наук соціальних технологій та місцевого самоврядування (м. Москва, РФ, з 2007 р.). Державний службовець 5 рангу (з 1996 р.). Радник податкової служби України 2 рангу (з 2004 р.).

## Біографія
Народився 10 січня 1953 року у селі Козилівка Корюківського району Чернігівської області.
Закінчив філософський факультет (1976), аспірантуру (1979) Московського державного університету імені М. В. Ломоносова, докторантуру Київського національного університету імені Тараса Шевченка (1996).
Працював деканом музично-педагогічного факультету (1986—1989), доцентом, завідувачем кафедри філософії та соціології Ніжинського державного педагогічного університету імені М. В. Гоголя (1989—1994), професором кафедри соціології Київського національного університету культури і мистецтв (1996—2013) та кафедри галузевої соціології факультету соціології та психології Київського національного університету імені Тараса Шевченка (2000), завідувачем відділу Науково-дослідного центру з проблем оподаткування, завідувачем кафедри філософії та соціології Національного університету державної податкової служби України (2000—2002), радником керівника Державної податкової служби України (2003—2004), позаштатним радником Голови Верховної Ради України (2003—2006), помічником-консультантом народного депутата України (на громадських засадах) (2013—2014).
Член спеціалізованих вчених рад із права та державного управління Інституту законодавства Верховної Ради України (2005—2014) та Інституту соціології Київського національного університету імені Тараса Шевченка (2001—2005).
Є продовжувачем традицій відомих наукових шкіл філософії та права Московського державного університету імені М. В. Ломоносова (В. Ф. Асмус, С. О. Авакьян, Є. К. Войшвілло, А. А. Гусейнов, М. І. Дряхлов, О. М. Ковальов, В. І. Коваленко, М. С. Кудряшова, А. Г. Лашин, О. В. Малько, М. Г. Матузов, Т. І. Ойзерман та ін.) та Київського національного університету імені Тараса Шевченка (І. Ф. Надольний, П. О. Недбайло, М. В. Попович, Ю. І. Римаренко, А. О. Ручка та ін.), теоретико-концептуальних положень акціоналістської парадигми французького соціолога А.Турена.

## Наукова діяльність
Галузь наукових інтересів — політико-правові проблеми державотворення в Україні, філософія політики та методологія права, українознавство, філософія та соціологія політики, проблеми соціальних змін та модернізації українського суспільства. Член спеціалізованих вчених рад із захисту дисертацій із права (2005) та державного управління (2010), українознавства (2007—2010). Член Науково-експертної комісії з проблем соціально-економічного розвитку при Кабінеті Міністрів України (2008) та експертної ради ВАК України з філософських, політичних та соціологічних наук (2009—2011), науково-консультативної ради з права Національної експертної комісії України з питань захисту суспільної моралі (з 2010). Перший заступник головного редактора науково-практичного журналу «Трипільська цивілізація» (2010), віце-президент громадської організації "АН «Трипільська цивілізація» (2010). Член редколегій часописів «Наукові записки Інституту законодавства Верховної Ради України», «Українознавство», «Проблеми інноваційно-інвестиційного розвитку», «Наукові праці МАУП», «Сіверщина в історії України», «Українознавець», «Научного вестника Украинского университета в Москве» (Москва, РФ), «Научного вестника Украинского исторического клуба» (Москва, РФ) та ін. Голова Київського обласного відділення Українського синергетичного товариства.
Науковий і творчий доробок вченого складає понад 350 наукових і навчально-методичних праць, зокрема 20 монографій та 7 навчальних посібників.
Під керівництвом М. П. Недюхи підготовлено 10 докторів і кандидатів наук з права, філософії та соціології, українознавства, історичної науки.

## Основні праці
- Критика идеологии современного антикоммунизма. Учеб. пособие. — М., 1986;

- Системный анализ немарксистской идеологии. Монография. — К., 1991 (рос.);

- Системний аналіз історичних типів європейської ідеології. Монографія. — Ірпінь, 2001;

- Соціальний розвиток. Навчальний посібник. — Ірпінь: 2001;

- Захист прав платників податків. Навч. посібник. — К., 2003;

- Новітні тенденції реформування державної податкової служби України. Монографія. — К., 2007;

- Система оподаткування в Україні: Концептуальні виміри. Монографія. — К., 2007;

- Законодавча діяльність в Україні: стан, пріоритети, шляхи вдосконалення (за матеріалами Верховної Ради України четвертого і п'ятого скликання) // За заг. ред. В. М. Литвина — К., 2007;

- Формування соціально-політичної поведінки великих груп населення (інформаційно-комунікаційні аспекти): Монографія — Хмельницький: 2009;

- Законодавча діяльність Верховної Ради України V та VI скликань: Пріоритети, досвід парламентської практики, актуальні проблеми / Заг. ред. В. М. Литвина. — К., 2009;

- Права і свободи людини: шляхи оптимізації в процесі діяльності правоохоронних органів: Навч. посібник. — К., 2010;

- Курс лекцій з питань законотворчості. Навч. посібник. — К., 2011;

- Забезпечення прав і свобод людини в діяльності правоохоронних органів України: Навч. посібник. — К., 2012;

- Правова ідеологія українського суспільства. Монографія. — К., 2012;

- Козилівка, Орлівка, Холми, Корюківка — перлини Сіверського краю: Монографія. — К., 2013 та ін.

## Науковий внесок
Науковий внесок у розвиток вітчизняної науки Недюхи М. П. полягає в тому, що ним вперше:
- обґрунтовано теоретико-методологічний та евристичний потенціал системного аналізу політико-ідеологічного процесу як сукупності принципів конкретно-історичного дослідження, принципів зведення індивідуального до соціального, соціального до класового, класового до матеріального, ефективності в їх підпорядкованості завданням утвердження значущості політико-ідеологічного процесу як засобу державотворення, забезпечення діалогу влади і суспільства, стримань і противаг в діяльності законодавчої, виконавчої та судової влади, виокремлення місця у вищезазначеному діалозі засобів масової інформації, структур громадянського суспільства, громадян країни (див., зокрема: Недюха М. П. Системный анализ немарксистской идеологии: Монография. — К. : Вища школа, 1991. — 178 с.; Недюха М. П. Системний аналіз історичних типів європейської ідеології: Монографія. — Ірпінь: Академія ДПС України, 2001. — 195 с.);

- з'ясовано сутність правової ідеології, її призначення в умовах українського суспільства як засобу політико-ідеологічного та правового забезпечення стратегічної й тактичної діяльності держави, суспільства, країни в цілому, а також формування самодостатньої особистості (див.: Недюха М. П. Правова ідеологія українського суспільства: Монографія. — К., 2012. — 400 с.);

- доведено, що правова ідеологія має розглядатися як потужний засіб формування модерної національної ідентичності, сучасної політичної нації, новітнього національного соціального та правового порядку, основою якого має постати самодостатня особистість в її європейських кількісних та якісних вимірах як атрибутивних характеристиках (стандартах) способу життя (див.: Недюха М. П. Правова ідеологія українського суспільства: Монографія. — К. : "МП «Леся», 2012. — 400 с.); Недюха М. П., Салій І. М. Соціологія способу життя. — К. : "МП «Леся», 2002. — 31 с.;

- визначено значущість правової ідеології в частині здійснення правової політики як теоретико-методологічної підвалини процесу її формування та реалізації. При цьому правова політика автором розуміється як сукупність правових, конституційних за своєю суттю ідей, які знаходять обґрунтування на концептуальному чи доктринальному рівнях (що є, як відомо, обов'язковою умовою ідеологічного відображення дійсності!) в частині реалізації цілей і завдань розвитку країни, формування людини як правової істоти, утвердження правових цінностей (порядку та справедливості, верховенства права, пріоритету прав і свобод людини та громадянина тощо), усталених оцінок і правових настанов у діяльності різних соціальних суб'єктів — державних і суспільних, індивідуальних і колективних (див.: Гавриленко І. М., Мельник П. В., Недюха М. П. Правова ідеологія українського суспільства: Монографія. — К. : "МП «Леся», 2012. — 400 с.);

- визначено значення ідеологічних засад буття людини, життєдіяльності суспільства, передумов, джерел і механізмів соціального розвитку (на відміну від суспільного!) у контексті акціоналістської інтелектуальної традиції, започаткованої відомим французьким соціологом Аленом Туреном (див.: Гавриленко І. М., Мельник П. В., Недюха М. П. Соціальний розвиток. — Ірпінь: Академія ДПС України, 2001. — 484 с.);

- обґрунтовано ідеологічну функцію Української держави, призначення якої полягає, передусім, у морально-правовій та ціннісній консолідації суспільства, мобілізації його потенціалу для досягнення певних, насамперед, конституційно визначених цілей, зняття соціальної напруги в суспільстві, легітимації державної влади. Установки правової ідеології матеріалізуються як у позитивному праві, так і державотворчому процесі, знаходять своє відображення в політичній ідеології та правовій політиці (див.: Недюха М. П. Правова ідеологія українського суспільства: Монографія. — К. : "МП «Леся», 2012. — 400 с.);

- узасадничено сутність поняття «ідеологічна соціалізація» як процесу засвоєння громадянами цивілізованих норм, традицій, цінностей ідеологічного та політико-правового життя, реального плюралізму та пов'язаної з ним політичної боротьби, а також особливості здійснення ідеологічної соціалізації (див., зокрема: Недюха М. П. Системний аналіз історичних типів європейської ідеології: Монографія. — Ірпінь: Академія ДПС України, 2001. — С. 76-79);

- обґрунтовано співвідношення науки і навчальної дисципліни, визначено предмет методики викладання навчальної дисципліни, сутність якого полягає в з'ясуванні закономірностей саморуху змісту навчання в їхній співвіднесеності з найбільш оптимальними формами організації навчального процесу (див.: Недюха М. П. До поняття про предмет методики викладання (Постнекласичні та синергетичні аспекти) // Вища освіта України. — 2003. — № 3. — С. 63-69);

Практичне значення наукового доробку вченого полягає в тому, що:
- дозволяє забезпечити ефективність вітчизняного політико-ідеологічного процесу відповідно до положень ст.1 Конституції України — утвердження України як суверенної і незалежної, демократичної, соціальної, правової держави, визначити пріоритети формування громадянського суспільства, європейської країни, самодостатньої особистості;

- обґрунтовує теоретико-методологічні засади запровадження довготермінових проєктів — політичних, економічних, культурних тощо як таких, що узасадничують підвалини розвитку держави, суспільства, країни в цілому. Зазначене дозволяє здійснити поступовий перехід від нині домінуючих короткострокових проєктів до стратегічно орієнтованих цілей, чим закладаються передумови державотворчого процесу в його національних кольорах, а значить і неминучого переходу від притаманних періоду першопочаткового накопичення капіталу бізнес-інтересів правлячих груп до пріоритетності національних інтересів як визначальних, базисних засад суверенного розвитку;

- змістовне наповнення та функціональне призначення принципів зведення індивідуального до соціального, соціального до класового, класового до матеріального як складових біографічного методу дозволяє вивчати особливості ґенези соціальних, політико-ідеологічних та державно-правових поглядів вітчизняних і зарубіжних учених, політичних і громадських діячів в єдності з умовами їх життєдіяльності, безпосереднім соціальним оточенням тощо. Так само вищенаведені принципи дозволяють вивчати еволюцію соціально-політичних і правових теорій, окремих концепцій в тісному зв'язку з соціальною дійсністю, її минулим, сучасним та майбутнім. Зазначені принципи були апробовані, зокрема, в процесі дослідження еволюції державно-правових поглядів видатного правознавця, історика, соціолога, академіка Імператорської Санкт-Петербургської академії наук, відомого громадського, політичного та державного діяча ліберального спрямування дожовтневої доби М. М. Ковалевського (див., зокрема: Ніколаєнко Н. В. Державно-правові погляди М. М. Ковалевського (загальнотеоретичні аспекти). Автореферат дис. … канд. юрид. наук. — К., 2011. — С. 3; Недюха М. П. Системний аналіз історичних типів європейської ідеології: Монографія. — Ірпінь: Академія ДПС України, 2001. — С.);

- обґрунтовані концептуальні підвалини формування правової політики України як суверенного, самодостатнього суб'єкта світової історії (Недюха М. П. Сутність і призначення правової ідеології як визначального складника правової політики України // Правова політика України: концептуальні засади та механізми формування: зб. матеріалів наук.-практ. конф. (Київ, 5 груд. 2012 р.)/ за ред. О. М. Руднєвої, д.ю.н., проф. — К.: НІСД, 2013. — С.22-25).

Недюха М. П. є одним із авторів-розробників теорії законотворчого процесу (див.: Курс лекцій з питань законотворчості: Навч. посібник. — К., 2011. — С.78-84), а також його активним учасником: ним підготовлено науково-експертні висновки до більше ніж 120 законопроєктів (з питань освіти, науки, культури та духовності, фізкультури і спорту, соціальної політики та праці, законності та правопорядку, місцевого самоврядування, податкової політики тощо), проєктів Рекомендацій парламентських слухань, аналітичних записок тощо, які надіслано до відповідних уповноважених органів.

## Нагороди
- Почесна грамота Верховної Ради України (2013);
- Подяка Міністра аграрної політики та продовольства України (2013);
- Грамота Ректора Українського державного університету в Москві (2013).
- Медаль «Ветеран праці» (2013);
- Подяка Ректора Українського державного університету в Москві (2012) .
- Медаль «20 років незалежності України» (2011);
- Почесна відзнака Міністерства освіти і науки, молоді і спорту України «За наукові досягнення» (2008);
- Почесна відзнака Міністерства освіти і науки, молоді і спорту України «Петро Могила» (2006);
- Грамота Ректора Київського національного університету культури і мистецтв (2005);
- «2000-ліття Різдва Христового» (2004);
- Подяка Прем'єр-Міністра України (1998).

## Фотографії і портрети

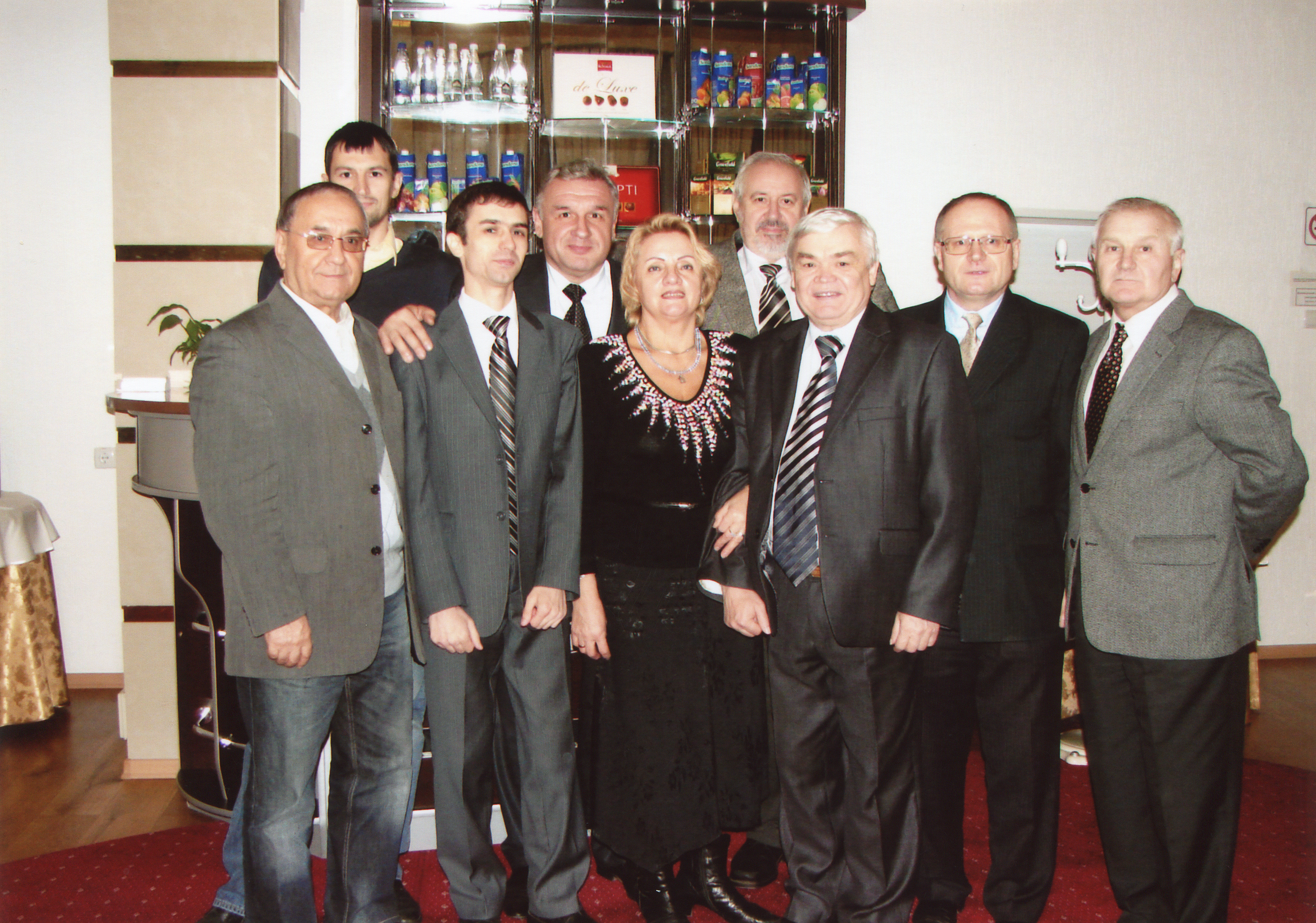
З колегами-соціологами Київського національного університету імені Тараса Шевченка. Зліва направо: А.О. Ручка, О.О. Боровський, В.Л. Ніколаєнко, Ю.О. Тарабукін, А.Г. Зірка, Ю.І. Яковенко, Л.Г. Ніколаєнко, М.П. Недюха, М.В. Туленков. 2012 р.
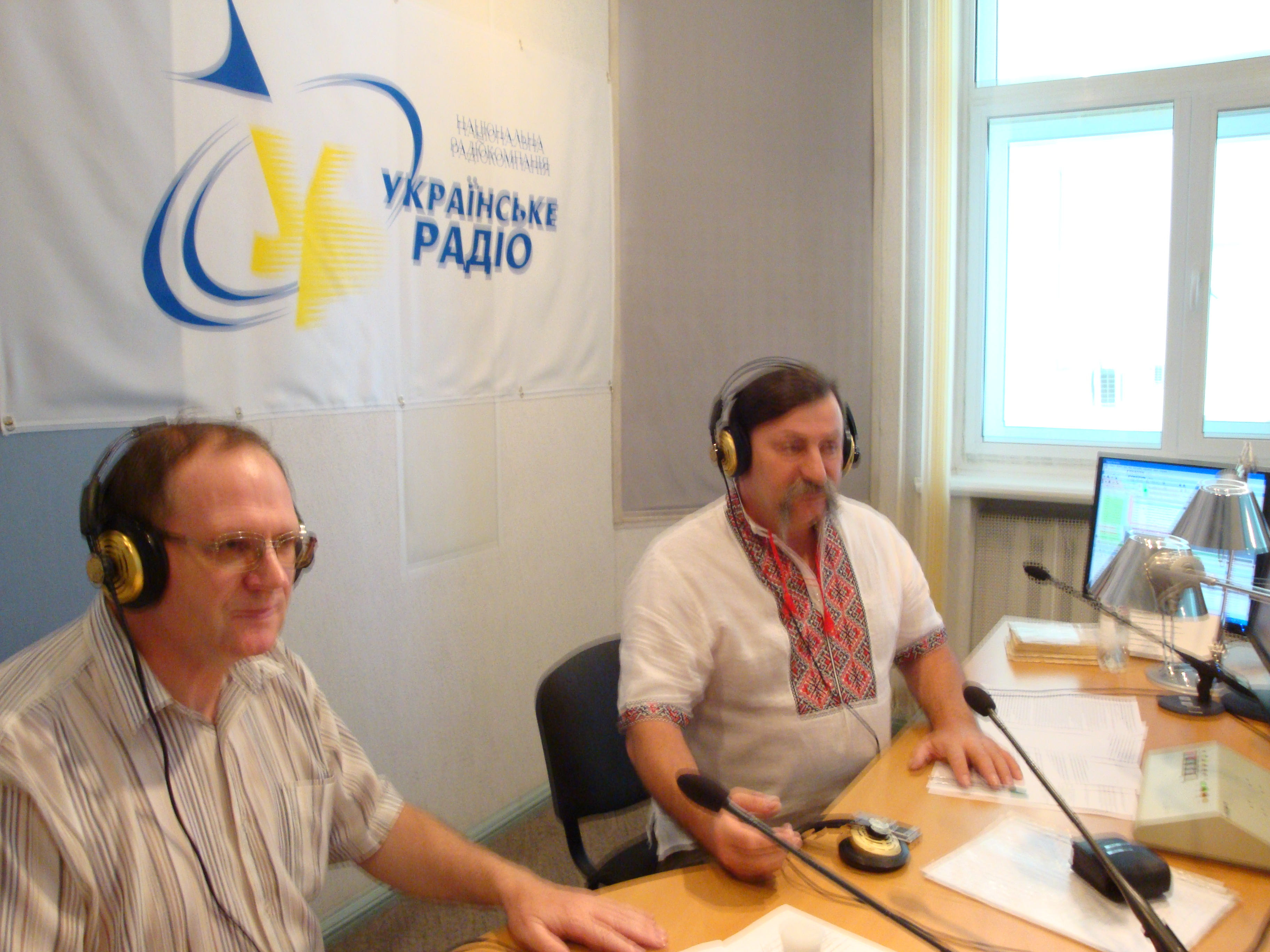
Прямий ефір у День Незалежності в Національній радіокомпанії «Українське радіо». 2012 р.
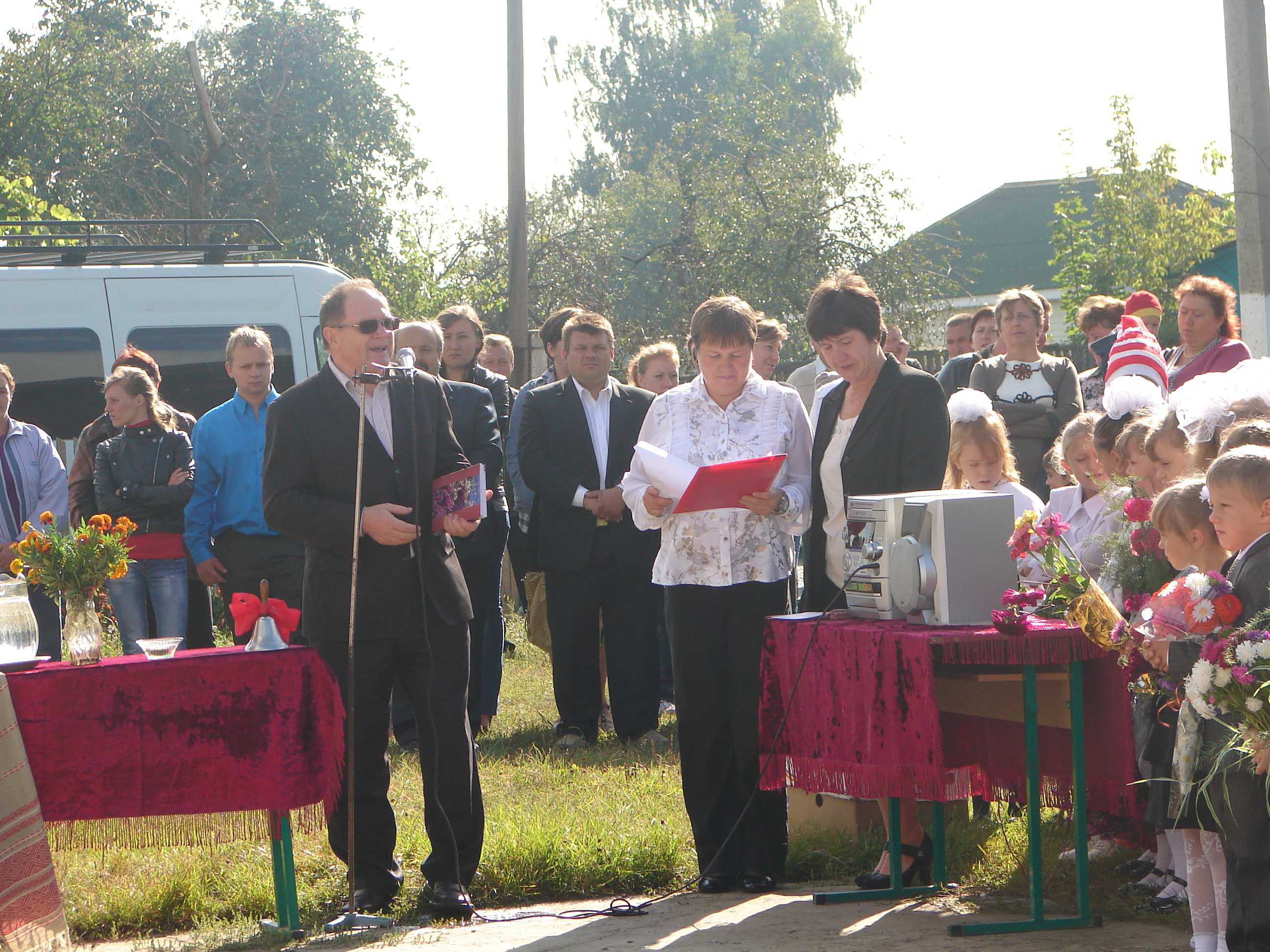
День знань у рідній школі, що на Чернігівщині. 2013 р.
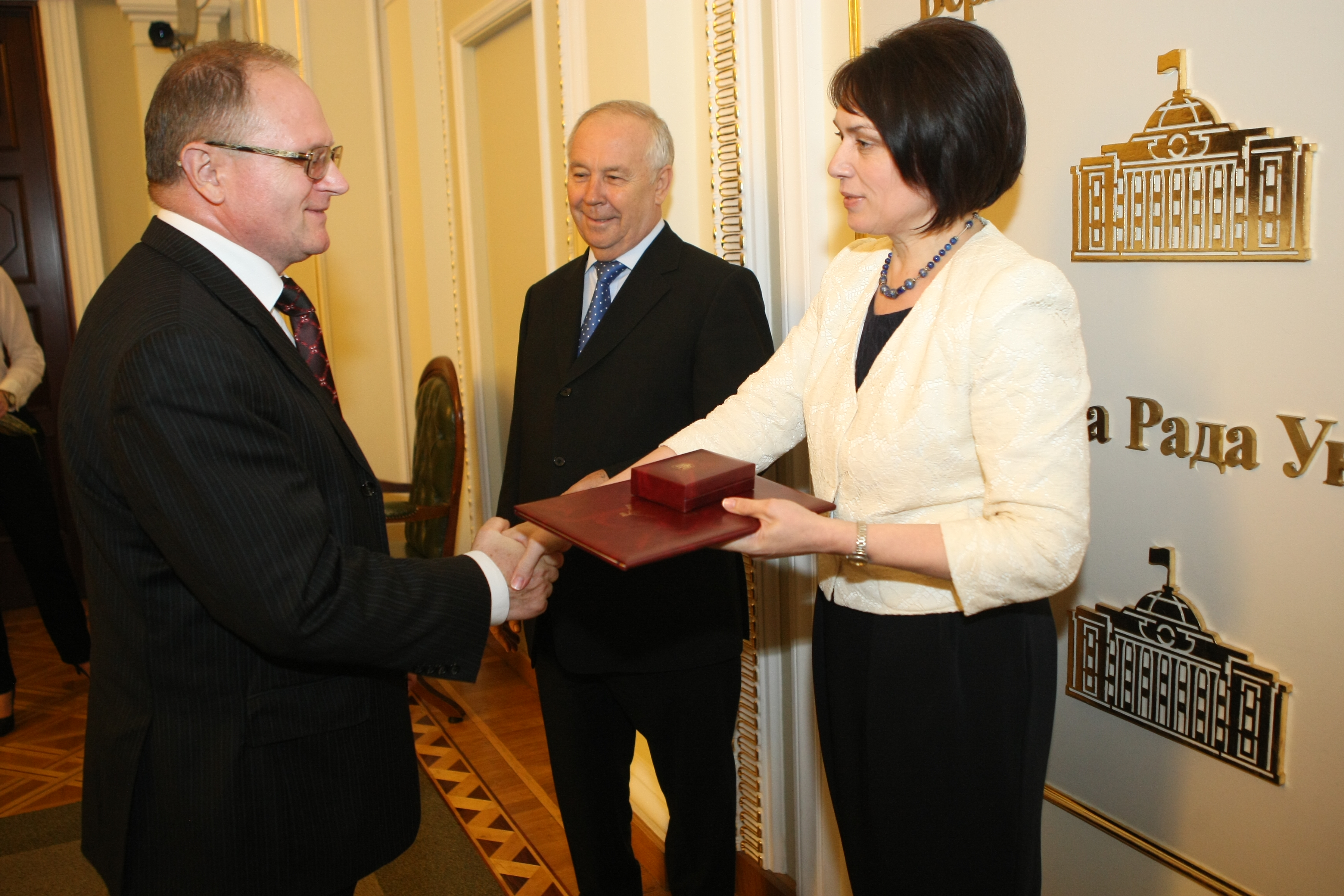
Вітальне слово Голови Комітету з питань науки та освіти Л.М. Гриневич та Голови Верховної Ради України В.В. Рибака під час вручення Почесної грамоти Верховної Ради України. 2013 р.
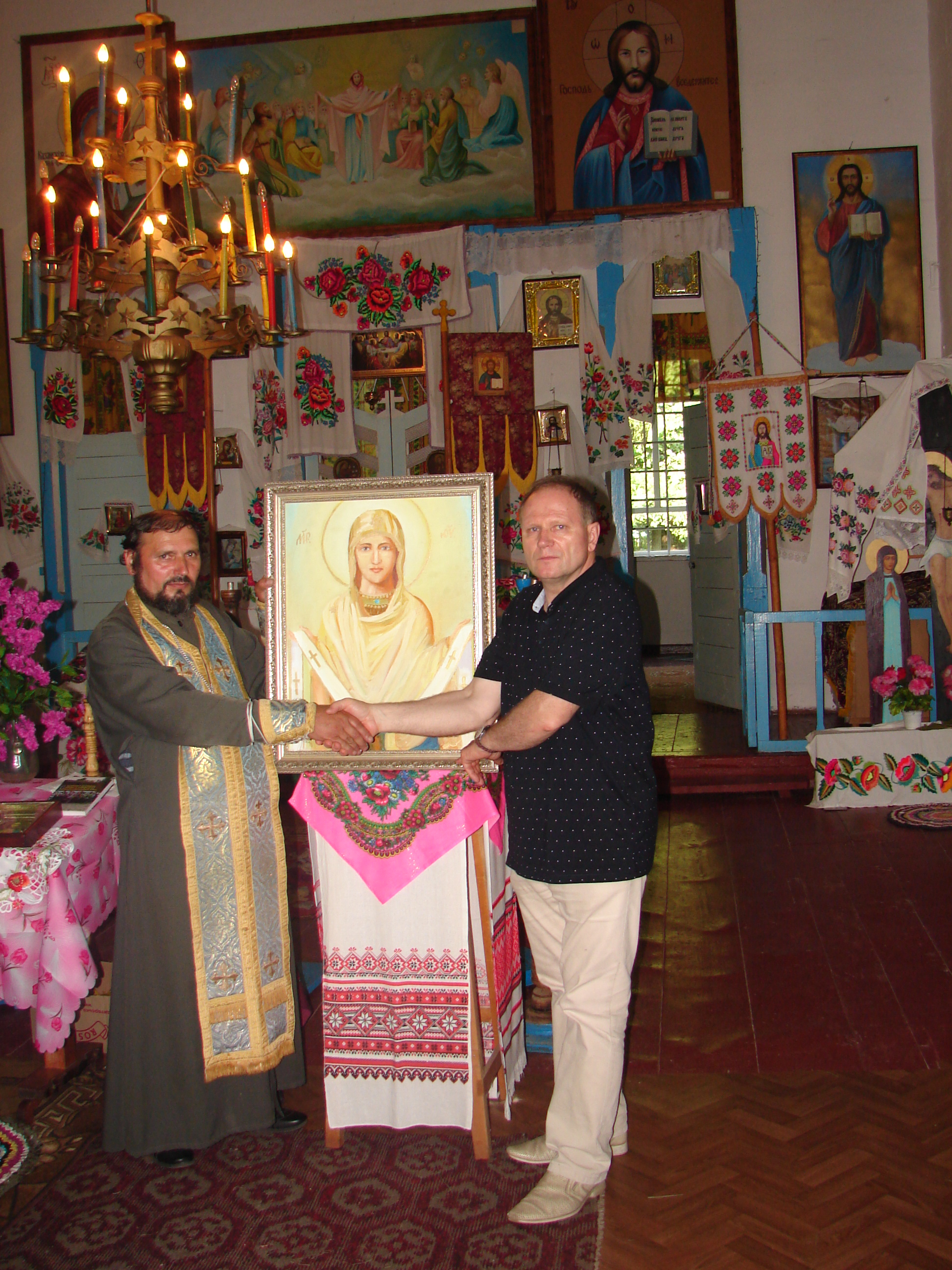
"На прийомі" в отця Миколая. 2013 р.